# 女雄

女雄

女雄是一个外來詞，來自英文中的「Shemale」這個詞彙，近似於東南亞習慣用詞的「Ladyboy」。意指上半身擁有女性的第二性徵（乳房），下半身仍保有男性完整的生殖器，或者是只有陰莖。通常人們都會將「女雄」稱為人妖，泰國變性女性亦常被稱為女雄或人妖。
女雄是由男性在轉變成女性之前，於生理上處於過渡階段，但仍不被視為變性人，直到完成性別重置手術之後，生理上（除没有女性内生殖器官外，另外社会性别为男性的双性人可能有女性生殖器官）完全處於女性的身體特徵，此階段才被視為變性人。因此嚴格而言，女雄只是跨性別。雖是如此，在國家公民的身份上性別登記，女雄卻與變性人一樣都被歸類於第三性，然而在多數國家的法律裡，女雄並不列為女性或第三性，只能登記為男性，礙於外觀上看似女性，使得多數女雄不願意向社會大眾公開自己所登記的性別，但自身對於女雄的性別議題近年越來越多地被公開討論。
女雄在歐美、日本等地是有投身於成人情色的行業裡，由於情色界經營商為滿足特殊性癖好的客群，會拍攝有關於女雄的角色做為劇情發展核心人物，題材類似於日本所謂「ふたなり」（翻成扶他那裡），甚至於在日本的成人情色界裡，拍攝上會利用合成技術或穿戴假阳具等道具，將女主角由順性别女性去扮演女雄。这些主角具有绝大部分女性的特征，包括頭髮、臉孔、膚色、聲音等，其餘只有在鼠蹊部是被替換成順性别男性的生殖器，令人感到违和。

## 知名代表人物
以下列出過去或現在有「長時間活躍」的知名女雄：
歐美
- 貝莉·潔

日本
- 春菜爱
- 月野姬（2013年完成變性，不再是女雄。）
- 水朝美樹

中國
- 左崴崴